# Lorenzkapelle (Rottweil)

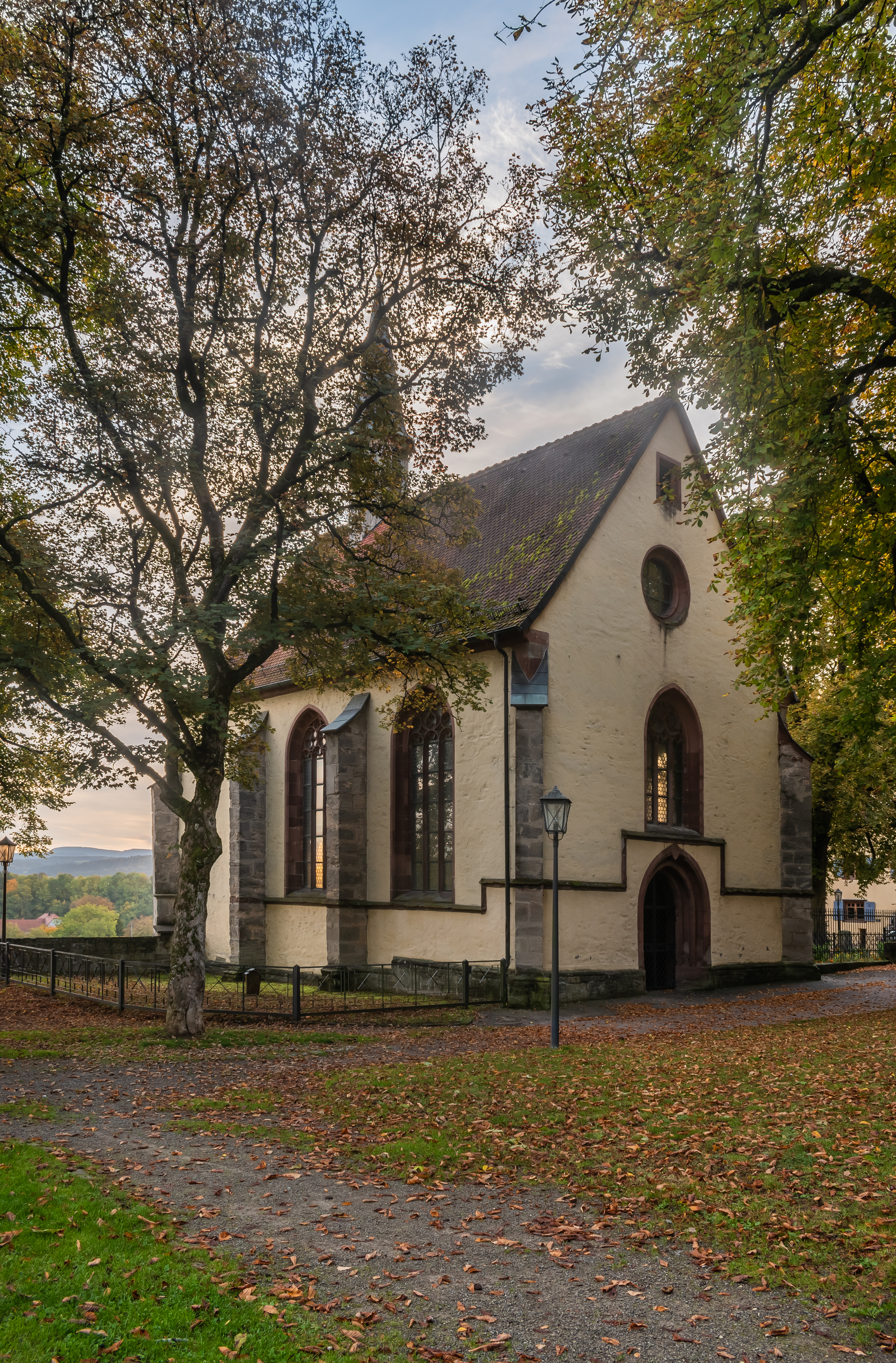
Lorenzkapelle in Rottweil

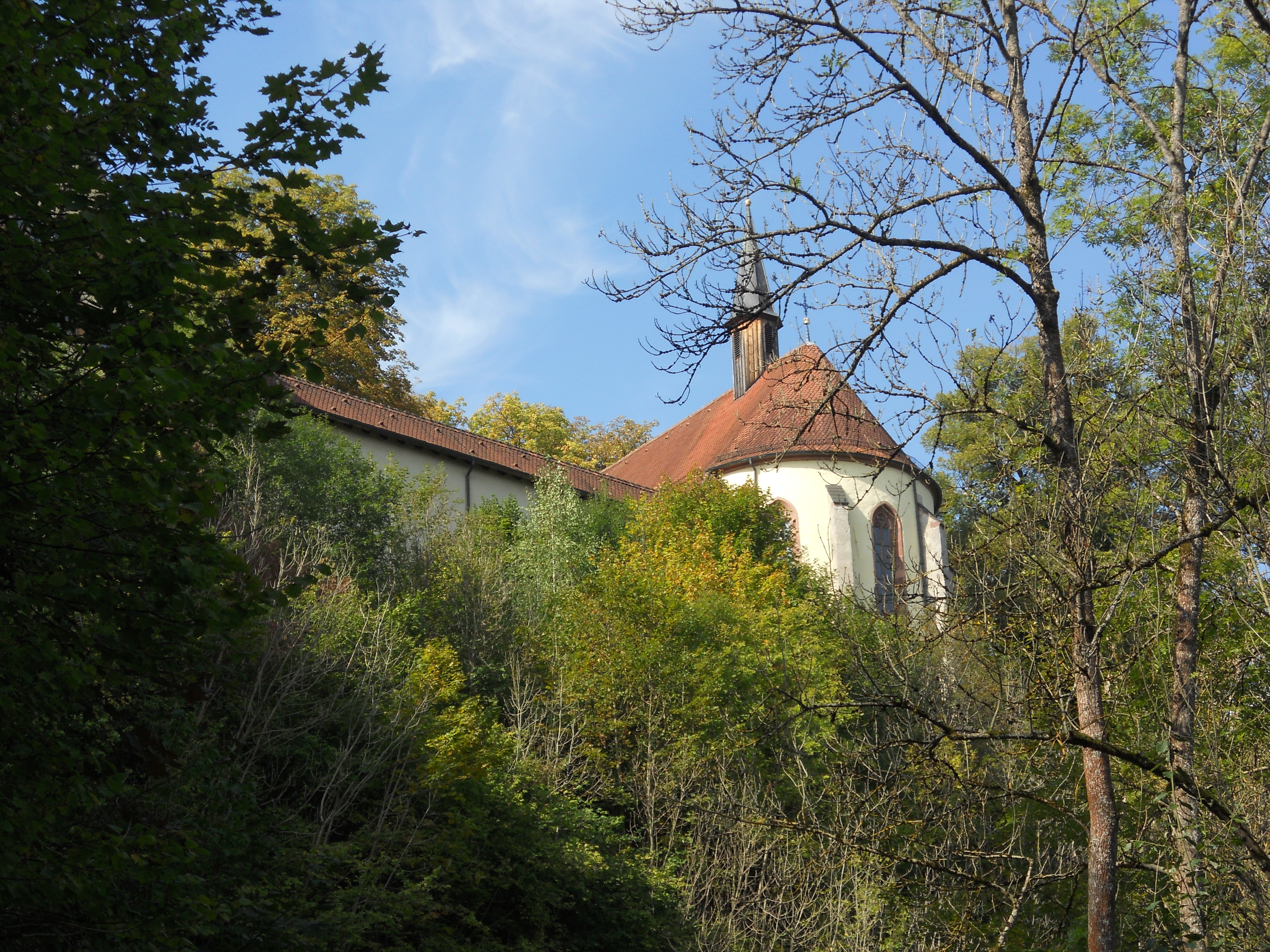
Ansicht vom Stadtgraben aus gesehen

Die Lorenzkapelle im baden-württembergischen Rottweil ist ein geschütztes Kulturdenkmal. Die ehemalige Friedhofskapelle wird heute vom Dominikanermuseum Rottweil genutzt, das dort eine Sammlung von Steinskulpturen aus dem 14. Jahrhundert untergebracht hat. Die Lorenzkapelle steht im sogenannten „Bockshof“, der bis ins 19. Jahrhundert als Friedhof genutzt wurde.

## Geschichte und Architektur
Die Kapelle steht direkt auf der ehemaligen Stadtbefestigung über dem Neckartal. Sie wurde ab 1580 im gotischen Stil durch den Unterbaumeister Weber von Werth erbaut und 1584 zu Ehren des Heiligen Laurentius geweiht.
Infolge starker Beschädigungen aus dem Dreißigjährigen Krieg wurde sie zum Ende des Krieges erneuert und neu ausgemalt. In den Kriegsjahren war unter dem Chor eine Geschützstellung eingerichtet.
Nach Verlegung des städtischen Friedhofs an die heutige Stelle wurde die Kapelle profaniert und diente ab 1851 als Museum für die Sammlung gotischer Sakralkunst des Dekans Dursch und weiterer Exponate. Bis heute sind unter anderem die Steinfiguren der Kapellenkirche in der Lorenzkapelle untergebracht. Im Jahr 1977 erfolgte eine Sanierung, bei der auch ein Anbau errichtet und die Fenster in ihren ursprünglichen Abmessungen wiederhergestellt wurden.
Die Kapelle besitzt einen Dachreiter mit zwei Glocken und Maßwerkfenster.